# 11132 Горн
11132 Горн (11132 Horne) — астероїд головного поясу, відкритий 17 листопада 1996 року.
Тіссеранів параметр щодо Юпітера — 3,197.